# Marquesat de la Mina
El Marquesat de la Mina és un títol nobiliari espanyol de caràcter hereditari que va ser concedit per Carles II d'Espanya el 23 de setembre de 1681, amb el vescomtat previ de Santaren, a Pedro José de Guzmán-Dávalos y Ponce de León, senyor dels mayorazgos de la Mina, Santaren, Salteras i Santillán, patró de la capella major de la parròquia d'Omnium Sanctorum, veinticuatro  de Sevilla, cavaller maestrant de Sevilla i general d'artilleria. El rei Ferran VI d'Espanya li va concedir a aquest títol la Grandesa d'Espanya en 1748.
La denominació del marquesat fa referència al molí de la Mina, situat al centre de la població d'Alcalá de Guadaíra, al carrer de Nuestra Señora del Águila, coneguda popularment com a carrer de la Mina. El molí produïa farina gràcies a la força d'una conducció subterrània d'aigua que després de travessar la localitat, sortia a la superfície i arribava fins a Sevilla en forma de l'aqüeducte denominat "los Caños de Carmona", per entrar a la ciutat a través de la porta de Carmona. Els Guzmán-Dávalos, una branca menor de la casa dels comtes d'Olivares que van emparentar amb el llinatge sevillà dels Dávalos, van incloure en el seu mayorazgo a més del molí de la Mina una antiga alquería d'origen islàmic prop de Dos Hermanas esmentada en el Repartiment del Regne de Sevilla com a Varga Santaren, d'on es va prendre la denominació del vescomtat previ.
Al segle xviii, per extinció de la branca Guzmán-Dávalos, el marquesat de la Mina va passar als ducs de Alburquerque, i posteriorment als ducs de Fernán Núñez. L'actual marquès de la Mina és Manuel Falcó i Anchorena, VI duc de Fernán Nuñez.
Tant a Barcelona com a Sevilla existeix un carrer denominat Marquès de la Mina, en referència al segon marquès, Jaime de Guzmán-Dávalos i Spínola (1690-1767).

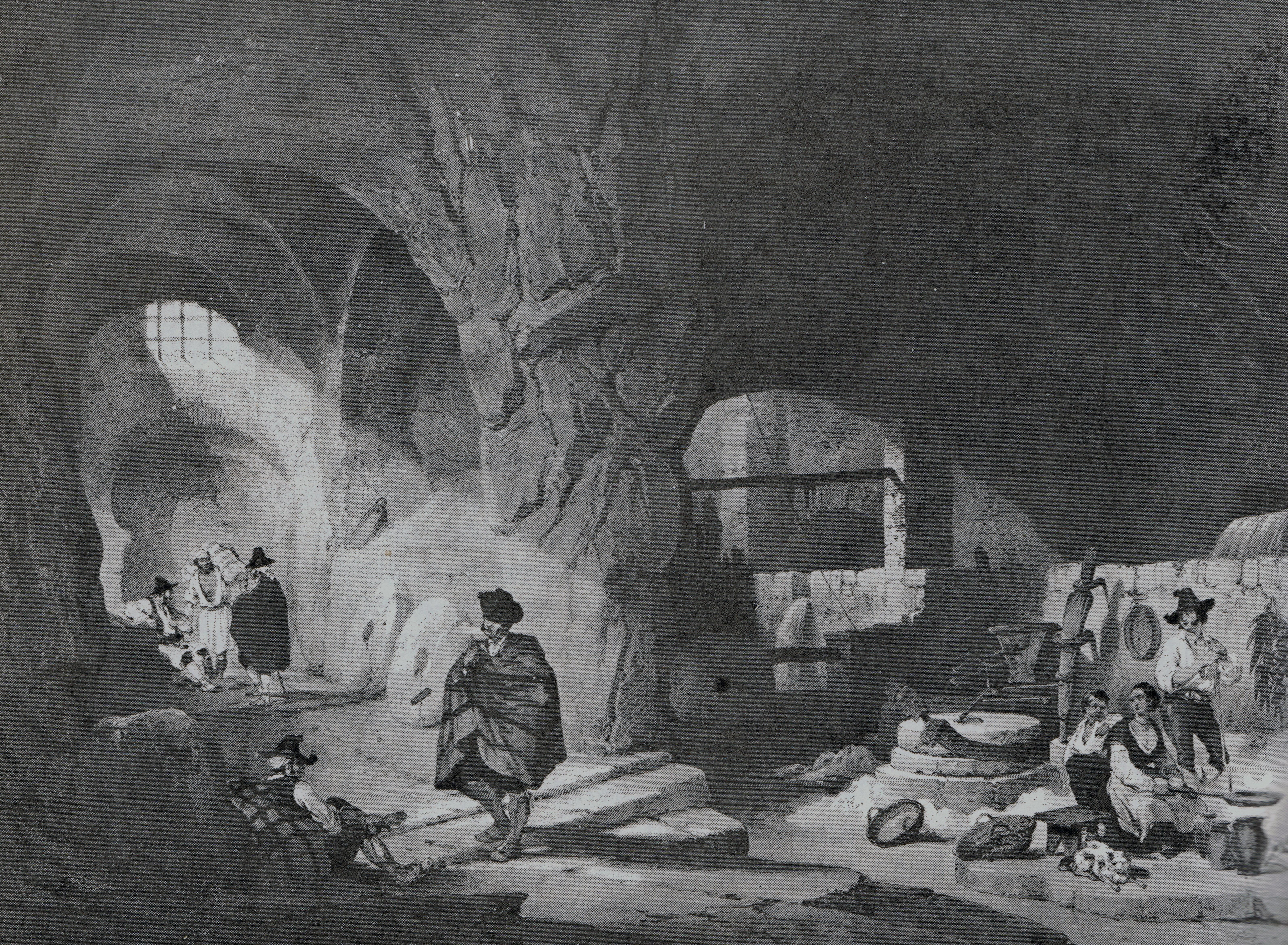
El molí de la Mina segons un gravat romàntic de la primera meitat del.

## Marquesos de la Mina
|                       | Titular                                      | Període               |
| Creació per Carles II | Creació per Carles II                        | Creació per Carles II |
| --------------------- | -------------------------------------------- | --------------------- |
| I                     | Pedro José de Guzmán-Dávalos y Ponce de León | 1681 - 1720           |
| II                    | Jaime de Guzmán-Dávalos y Spínola            | 1720 - 1776           |
| III                   | Pedro Miguel de la Cueva y Guzmán-Dávalos    |                       |
| IV                    | Miguel José de la Cueva y Enríquez           |                       |
| V                     | Felipe Osorio y de la Cueva                  |                       |
| VI                    | José Miguel de la Cueva y de la Cerda        | 1859 - 1875           |
| VII                   | María Pilar Osorio y Gutiérrez de los Ríos   | 1875 - 1876           |
| VIII                  | Manuel Felipe Falcó y Osorio                 | 1876 - 1927           |
| IX                    | Manuel Falcó y Álvarez de Toledo             | 1927 - 1936           |
| X                     | Manuel Falcó y Anchorena                     | 1936 - actualitat     |